# Ipoacusia
L'ipoacusia è l'indebolimento dell'apparato uditivo dovuto a un danno o alla degenerazione di uno o più dei suoi componenti.

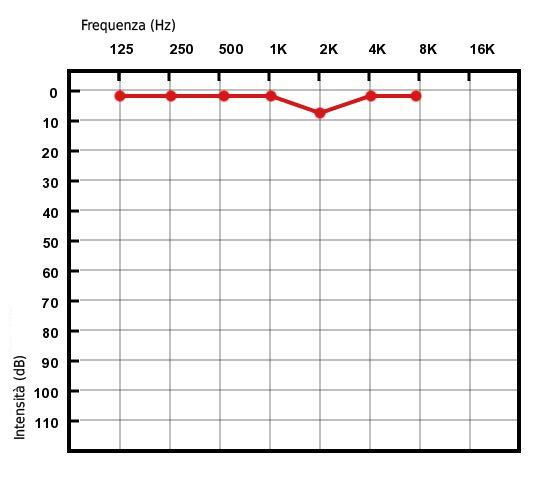
Un esame audiometrico dai risultati normali.

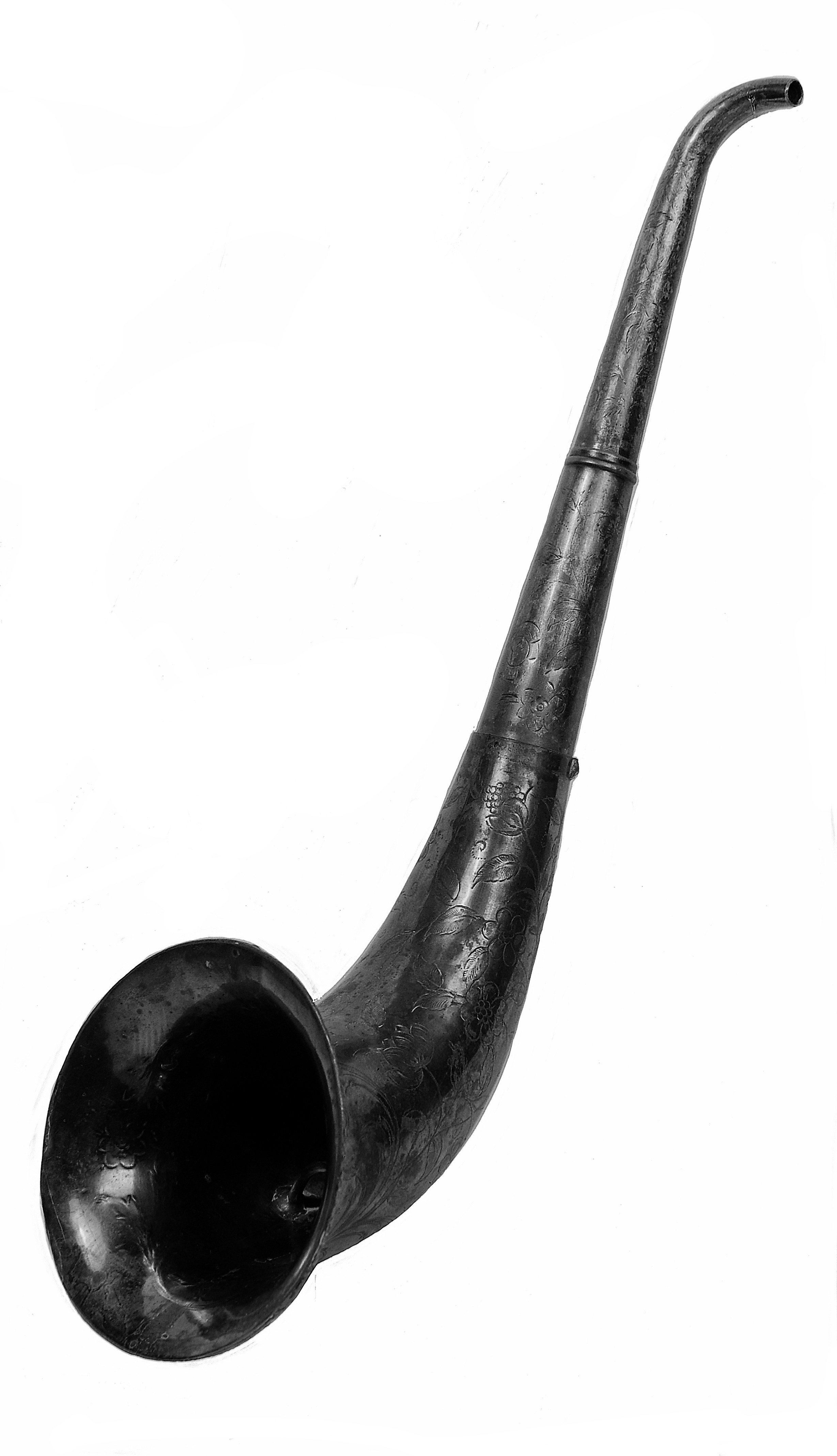
Cornetta acustica del XIX secolo con tubo telescopico - Rein & Sons, 108, Strand, London

## Definizione
Patologia che può interessare un solo orecchio o entrambi, comporta una riduzione uditiva lieve, media o grave. La compromissione dell'udito può seriamente incidere sulla vita del soggetto colpito. Essa infatti viene definita anche un "handicap sociale".
Si stima che sia affetto da ipoacusia circa il 12% della popolazione mondiale, percentuale che sale al 40% per gli over 65, 7 milioni di persone solo in Italia. Si stima inoltre che circa il 40 % della popolazione sopra i 75 anni soffra di riduzione uditiva legata all'età: la presbiacusia.

## Classificazione
In base alla sede del danno causante, è classificata come:
- Ipoacusia trasmissiva: quando il danno è localizzato nell'orecchio esterno o nelle strutture trasmissive dell'orecchio medio. Il deficit è in genere pantonale, anche se può accentuarsi per frequenze medio-gravi. Il deficit trasmissivo è solitamente inferiore a 50-60 decibel. Tra le cause di ipoacusia trasmissiva vi sono:
  - Presenza di corpi estranei nel condotto uditivo esterno;
  - Atresia auris congenita, o altre malformazioni che interessano l'orecchio esterno;
  - Otite esterna diffusa;
  - Otite esterna bolloso-emorragica;
  - Herpes zoster oticus;
  - Micosi del condotto uditivo esterno;
  - Otite esterna maligna;
  - Eccessiva presenza di cerume;
  - Esostosi (osteoma del condotto uditivo esterno);
  - Neoplasia maligna del condotto uditivo esterno;
  - Traumi che interessano la membrana timpanica;
  - Traumi che interessano l'orecchio medio;
  - Otite media siero-mucosa (acuta o cronica);
  - Otite media acuta purulenta;
  - Otite media cronica purulenta;
  - Otite media cronica colesteatomatosa;
  - Perforazione timpanica semplice;
  - Timpanosclerosi;
  - Mastoidite;
  - Otosclerosi;
  - Paraganglioma timpano-giugulare;
  - Tumori dell'orecchio medio;
- Ipoacusia neurosensoriale: il danno è localizzato nella coclea (ipoacusia neurosensoriale cocleare) o nel nervo acustico (ipoacusia neurosensoriale retrococleare). Il deficit varia in base all'entità del danno ed alla localizzazione (monolaterale o bilaterale). I casi più frequenti sono:
- Ipoacusia neurosensoriale del bambino
  -     - Ipoacusia neurosensoriale del bambino (prelinguali, perilinguali e postlinguali)
    - Ipoacusia neurosensoriale infantile unilaterale

  - Ipoacusia neurosensoriale dell'adulto a lenta insorgenza
    - Presbiacusia (ARHL)
    - Trauma acustico cronico (NIHL)
    - Neurinoma dell'acustico
    - Ipoacusia associata a patologie croniche extra-auricolari
    - Ipoacusia su base idiopatica

  - Ipoacusia neurosensoriale dell'adulto a rapida insorgenza
    - Sordità improvvisa
    - Ipoacusia fluttuante
    - Ipoacusia su base autoimmunitaria
    - Ipoacusia neurosensoriale su base traumatica
    - Trauma acustico acuto
    - Ototossicosi
- Ipoacusia mista: in questi casi la causa del danno uditivo coinvolge sia l'apparato di trasmissione (orecchio esterno o medio) del suono che quello di trasduzione (coclea) o trasmissione (nervo acustico). Molti dei fenomeni infiammatori (otiti) o distrofici (otosclerosi) a carico dell'orecchio medio causano questo tipo di ipoacusia.
- Ipoacusia percettiva: il danno è localizzato a livello delle vie centrali di trasmissione del segnale nervoso. In questi casi l'audiogramma può risultare normale pur con significativa alterazione delle capacità integrative.

In base all'entità dell'ipoacusia si riconoscono:
- Ipoacusia lieve: tale deficit è caratterizzato da un abbassamento della soglia uditiva tra 20 e 40 dB. Essa, a parte la non audizione di suoni e rumori fievoli, non comporta nel bambino nessun problema nell'apprendimento del linguaggio.
- Ipoacusie medio/lievi: deficit uditivo caratterizzato da un abbassamento della soglia uditiva che varia tra i 40 e 65 dB. Tale deficit, se diagnosticato nei primi mesi di vita di un bambino, non porta quasi nessun rischio nell'imparare il linguaggio.
- Ipoacusia profonda: tale deficit si attesta con perdite uditive che variano dai 65 agli 85 dB. Come nella sordità, se essa si manifesta in età preverbale, l'apprendimento del parlato risulta essere molto precario.
- Sordità: deficit superiore agli 85 dB, con compromissione dell'acquisizione del linguaggio nell'età infantile e handicap sociale nell'età adulta.

### Prevenzione del trauma acustico cronico
L'esposizione prolungata dei lavoratori a livelli elevati di rumore è pericolosa per l'udito. Pertanto, i lavoratori devono utilizzare dispositivi di protezione individuale. Ma studi scientifici hanno dimostrato che sono inefficaci.

## Distorsioni comunicative
L'ipoacusia neurosensoriale percettiva, la più diffusa tra le varie forme di ipoacusia, è caratterizzata da tre tipi di distorsione che inficiano la comunicazione:
1. Quantitativa:  alterazione del volume percepito nei confronti delle voci, dei suoni e dei rumori recepiti dall'apparato uditivo
2. Qualitativa: alterazione delle frequenze percepite e della chiarezza uditiva
3. Cronassica o temporale: rallentamento della velocità con cui i riflessi uditivi catturano ogni singolo elemento uditivo recepito